# Good Ventures
Good Ventures est une fondation privée et une organisation philanthropique basée à San Francisco, cofondée par Cari Tuna (une ancienne journaliste du Wall Street Journal) et son mari, Dustin Moskovitz (l'un des cofondateurs de Facebook),. Contrairement à de nombreuses autres fondations qui cherchent à maintenir un fonds de dotation indéfiniment, Good Ventures cherche à dépenser la majeure partie de son argent avant la mort de Moskovitz et de Tuna,. 

## Historique
Tuna, journaliste au bureau de San Francisco du Wall Street Journal et Dustin Moskovitz, cofondateur de Facebook, se sont rencontrés en 2009 sur la recommandation d'un ami. En 2010, Moskovitz a signé la promesse de dons ("the Giving Plege"), et lui et Tuna ont commencé à chercher le meilleur moyen d'affecter cet argent. 
Tuna a d'abord découvert GiveWell, qui évalue les organismes de bienfaisance ainsi que les idées de l'altruisme efficace après avoir lu le livre de l’éthicien et philosophe Peter Singer The Life You Can Save. Tuna et Moskovitz ont ensuite formé Good Ventures. Moskovitz étant occupée à diriger Asana, Tuna quitta son emploi en 2011 pour travailler à plein temps chez Good Ventures. Elle a également rejoint le conseil d'administration de GiveWell en avril 2011,. 
En mars 2013, Good Ventures lanca son propre site web. En août 2014, GiveWell Labs, un projet interne de GiveWell, fut transformé en Open Philanthropy Project, une entreprise commune de GiveWell et Good Ventures, et fut doté d'un site Web séparé. 

## Opérations

### Politique de dépenses
Good Ventures prévoit de dépenser la majeure partie de son argent avant la mort de Moskovitz et de Tuna, plutôt que de constituer une fondation  perpétuelle. La majeure partie de l'argent de la fondation provient des actions obtenues par Moskovitz en tant que cofondateur de Facebook. Ils travaillent en étroite collaboration avec l’évaluateur GiveWell pour affecter judicieusement cet argent. Sur recommandation de GiveWell, Good Ventures ne dépense pas encore une part significative de la richesse du couple, mais prévoit d'augmenter leurs dépenses jusqu'à 5% de la dotation chaque année, une fois que GiveWell aura la capacité d'allouer ce niveau de ressources,. 

### Recherche des causes et des organismes de bienfaisance

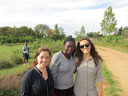
Des membres de GiveWell (à gauche), de GiveDirectly (au centre) et de Good Ventures (à droite) en visite de terrain dans l'un des villages bénéficiaires du programme de transferts monétaires de GiveDirectly au Kenya.

Good Ventures recherche les causes et les organismes de bienfaisance de diverses manières, notamment en s'appuyant sur les résultats de la recherche et grâce à des échanges avec les représentants d'ONG et des experts en développement. En juin 2012, Good Ventures annonça un partenariat avec l’évaluateur d’organisme de bienfaisance GiveWell permettant aux deux organisations d'échanger des informations et des idées, afin d'éviter des travaux redondants. Good Ventures ne sollicite pas de subventions et décourage les organismes de bienfaisance de le contacter. Ils préfèrent plutôt suivre les pistes par eux-mêmes. 

### Rapports commandés
En juillet 2013, l'organisation rendit publique une version du rapport sur la guerre contre la drogue préparé par Matt Stoller et Aaron Swartz. Le rapport en examinait trois aspects: les drogués, les légalisateurs et les technocrates. 

### Subventions
L'organisation dispose d'une base de données de subventions accessible au public sur son site Web. Il annonce également d'importantes subventions sur son blog. 

### Partenariats
En juillet 2014, GiveWell Labs, un projet conjoint de Good Ventures et GiveWell (qui sera renommé plus tard « Open Philanthropy Project », puis « Open Philanthropy »), a annoncé un partenariat avec The Pew Charitable Trust pour le projet Pew Public Safety Performance,. 

### Filiale d'investissement à but lucratif
Good Ventures LLC est une société d’investissement à but lucratif, qui investit dans des projets à but lucratif qui pourraient potentiellement améliorer le bien-être humain à grande échelle et qui fait don de ses bénéfices à la Good Ventures Foundation. Vicarious, société spécialisée dans l'intelligence artificielle, fait partie de ses investissements,. 

## Couverture médiatique et blog

### Couverture médiatique
Good Ventures a été couvert tôt dans son histoire dans Chronicle of Philanthropy en janvier 2012 . L'article de Chronicle opposait l'approche prudente de Tuna et Moskovitz à celle du principal fondateur et PDG de Facebook, Mark Zuckerberg, qui avait fait don de 100 millions de dollars au système scolaire public du New Jersey. 
Chronicle of Philanthropy a de nouveau couvert Good Ventures en décembre 2013. Good Ventures est également mentionné sur le profil Forbes de Moskovitz. En décembre 2014, le Washington Post publia un long article décrivant Good Ventures, son histoire et son travail à ce jour. Dans son rapport pour Vox en avril 2015 sur une conférence GiveWell, Dylan Matthews présenta le travail de GiveWell, Good Ventures et de l'Open Philanthropy Project dans le contexte du mouvement plus large de l'altruisme efficace. 

### Couverture par des blogs
Good Ventures a également été couvert dans le blog de Innovations for Poverty Action (IPA). Au moment de la publication du blog, l'IPA n'avait reçu aucun financement de Good Ventures (elle en a ensuite reçu des fonds). 